# Inconfidentes
Inconfidentes é um município brasileiro do estado de Minas Gerais. Sua população recenseada em 2022 era de 7 301 habitantes.

## História
No Sul de Minas, a sede 441 km distante de Belo Horizonte, o município se assenta numa área de 145 quilômetros quadrados. Tudo surgiu quando, em 1909, o Governo do Estado doou à União 810 hectares de terras, para criação de uma colônia agrícola para estrangeiros. Os bandeirantes, estabelecidos às margens do rio Moji-Guaçu, atraídos pelo ouro das Gerais, foram os primeiros habitantes da região onde se situa Inconfidentes. 
Foi a agricultura, entretanto, e não mais a mineração, a atividade que obteve os melhores resultados. O cultivo do solo constituiu a base econômica do povoado de Mogi-Acima, antiga denominação de Inconfidentes. As terras destinadas à atividade agrícola, desapropriadas pelo governo do Estado, foram doadas ao governo federal, para instalar naquele local uma colônia agrícola - Núcleo Colonial de Ouro Fino - onde colonos estrangeiros viriam a ser a grande maioria. 
O nome atual foi dado na primeira década do século XX, em homenagem aos heróis da Inconfidência Mineira, com destaque para Alvarenga Peixoto, antigo proprietário de uma fazenda na região. Nesta mesma época, iniciou-se a construção da primeira capela do núcleo. O distrito de Inconfidentes foi criado em 1953 e o município emancipa-se em 1962, desmembrando-se de Ouro Fino. 

## Geografia
O município está localizado a 869 metros de altitude, numa área de de 145 quilômetros quadrados. Seu clima é tropical de altitude, com média anual de 18°C. O Rio Moji-Guaçu é o principal curso d'água.

## Estrutura urbana

### Transporte
A principal rodovia que corta o município é a MG-290. Outra importante rodovia é a MG-295.

### Educação
Conta hoje com o Instituto Federal de Educação, Ciência e Tecnologia do Sul de Minas Gerais, onde oferece diversos cursos técnicos e superiores.

## Economia
Tem por base a agropecuária, destacando-se a produção de alho, leite, café e feijão, mas desenvolve também atividades industriais de extração de feldspato, quartzo, caulim e areia para vidros. 
O potencial natural de Inconfidentes é constituído, principalmente, pelas nascentes que drenam o rio Moji-Guaçu.
Hoje em dia, a principal fonte de renda do município gira entorno da produção e comercialização de crochê e malhas. A cidade conta com dezenas de malharias e fábricas de fio para crochê. A população do município colabora com a produção de crochê, que é feita manualmente.

## Turismo
Anualmente a cidade realiza o evento Crochê Malhas, visando aumentar o turismo de negócios da cidade.
A cidade é bonita e tranquila para se viver e visitar. 
É rodeada por belas montanhas e tem um clima muito agradável. Suas ruas são bem arborizadas, sendo realizados constantes plantios de árvores através de um projeto em parceria entre o Instituto Federal de Educação Ciência e Tecnologia do Sul de Minas Gerais Campus Inconfidentes-MG e Prefeitura Municipal de Inconfidentes-MG. 
Além da exposição de crochê e malhas que é realizada em junho, onde comparecem 
pessoas do Brasil todo, na cidade existem mais duas festas tradicionais: Festa de São Geraldo 
Majela (Outubro) e Arraiá Beneficente (Julho/Agosto), que sempre é sucesso de público.
O município é integrante do "Caminho da Fé", caminho este que sai do município de Cravinhos rumo 
a Aparecida, onde circulam peregrinos do Brasil todo e inclusive do exterior.
Trilheiros procuram bastante a cidade, com motos e Jipes, circulando entre montanhas com belas paisagens.  